# Kevin Gourdon
Pour les articles homonymes, voir Gourdon.

a Compétitions nationales et continentales officielles uniquement.

b Matchs officiels uniquement.
Dernière mise à jour le 21 décembre 2021.
Kevin Gourdon, né le 23 janvier 1990 à Valence (France), est un joueur international français de rugby à XV évoluant au poste de troisième ligne.
Formé à La Voulte sportif au RC Toulon puis à l'ASM Clermont, il rejoint en 2012 le Stade rochelais, d'abord en Pro D2, puis en Top 14, jusqu'à sa retraite en 2021.

## Biographie
Né le 23 janvier 1990 à Valence, Kevin Gourdon commence la pratique du rugby à XV au club de La Voulte sportif.
Après un bref passage au RC Toulon lors de la saison 2007-2008, il rejoint ensuite le centre de formation de l'ASM Clermont où il obtient deux titres de champion de France espoir, en tant que remplaçant lors de la finale de 2011 puis en tant que titulaire l'année suivante, il rejoint pour la saison suivante le Stade rochelais, club avec lequel il obtient sa première titularisation en Top 14. 

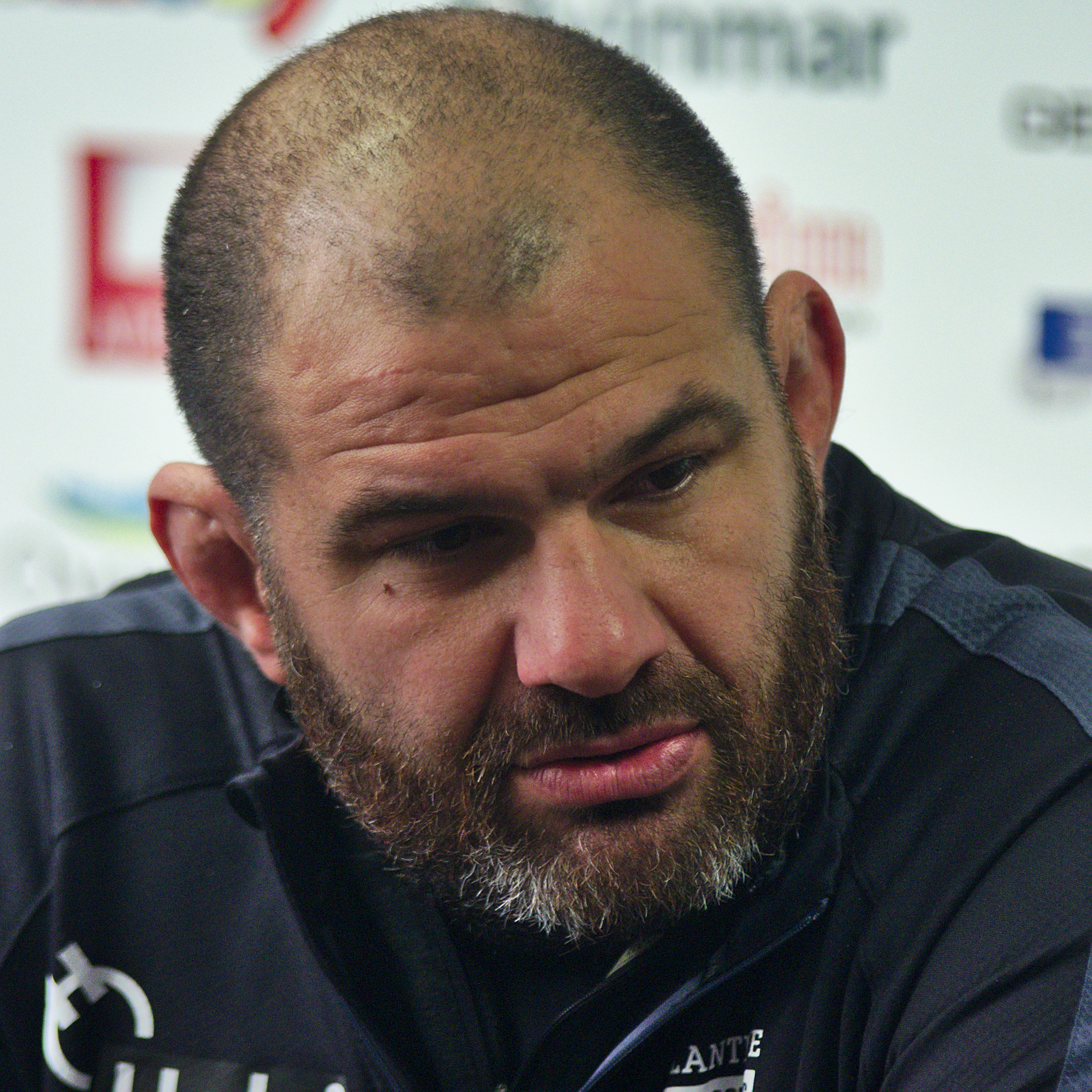
Patrice Collazo, ici en 2014, est l'entraîneur de Kevin Gourdon de 2012 à 2018.

En 2016, il se retrouve sur la première liste de Guy Novès pour le Tournoi des Six Nations. Il ne prendra finalement part à aucun match. Quelques mois plus tard, il fait partie des 17 premiers joueurs du groupe, sélectionnés pour la tournée de l'équipe de France de juin 2016 en Argentine. Il est pour la première fois de sa carrière titulaire sous le maillot bleu lors du premier test face aux Pumas, où la France s'incline sur le score de 30 à 19. Il joue le second test cette fois-ci au post de flanker, Louis Picamoles lui étant préféré au centre de la troisième ligne. La France s'impose sur le score de 27 à 0. Il est de nouveau appelé par Guy Novès pour la tournée d'automne. Il est sélectionné pour les matches contre les Samoa (victoire 52-8), l'Australie (défaite 23-25) et la Nouvelle-Zélande (défaite 19-24).
En 2017, on le retrouve à nouveau sur la liste des bleus sélectionnés pour le Tournoi des Six Nations et devient un pilier de l'ère Novès. Il est titularisé au poste de troisième ligne aile (no 7) pour chacune des rencontres. Le XV de France termine la compétition à la 3e place du classement, après un dernier match contre le pays de Galles remporté par les Bleus 20 à 18 au bout de 100 minutes de jeu.
Jacques Brunel, nouveau sélectionneur, le repositionne à son poste de formation, troisième ligne centre, pour le premier match du Tournoi des Six Nations 2018 contre l'Irlande. Souffrant de la cheville gauche en fin du match, il manquera les deux matchs suivants.
Le 21 décembre 2021, un communiqué du Stade rochelais annonce que le joueur souffre d'un problème cardiaque qui le contraint à arrêter sa carrière avec effet immédiat,.

## Style de jeu
Troisième ligne complet et à l'aise dans un jeu porté sur l'offensive, sa capacité à faire le lien entre les avants et les trois-quarts l'a souvent amené à être comparé à Olivier Magne. Il est aussi un excellent plaqueur.

## Palmarès

### En club
- Finaliste du Challenge européen en 2019 avec le Stade rochelais.
- Finaliste de la Coupe d'Europe en 2021 avec le Stade rochelais.
- Finaliste du Championnat de France en 2021 avec le Stade rochelais.

### Distinctions personnelles
- Nuit du rugby 2017 : élu meilleur international pour la saison 2016-2017.
- Oscars du Midi olympique :  Oscar d'argent 2017[12].